# Robin McKelle
Robin McKelle (Rochester, New York, 1976. január 20. –) amerikai gospel- és blues-énekesnő.

## Pályakép
A bostoni Berklee Zeneművészeti Főiskolát végezte el, majd turnézott Los Angeles-ben. Később oktatott is a Berklee-n.
A 2004. évi washingtoni Thelonious Monk Vocal Jazz Verseny harmadik helyezettjeként indult el karrierje. Azon művészek listáján, akikkel azóta együtt dolgozik, ott van a Boston Pops Orchestra, Herbie Hancock, Wayne Shorter, Terence Blanchard és Michael McDonald.
A klasszikus rhythm and blues, a hagyományos pop, a swing és a big band dzsessz egyaránt Robin McKelle zenei érdeklődésének része.
A hangom megérett, és nőként is sokat fejlődtem. Úgy éreztem, hogy életem egy olyan pontján vagyok, ahol a dalszövegek rezonálnak rám, és el tudom énekelni ezeket a történeteket, mert átéltem őket.

## Lemezek
- Melodic Canvas (2018)
- The Looking Glass (2016)
- Heart of Memphis (2014)
- Soul Flower (2012)
- Mess Around (2010)
- Modern Antique (2008)
- Introducing Robin McKelle (2006)
- Never Let Me Go (2000)
- Alterations (2020)
- Impressions of Ella7 (2023)

## További információ
- Hivatalos oldal
- Robin McKelle a Facebookon
- Robin McKelle az Internet Movie Database-ben (angolul)